# Fenotip (medicina clínica)
En un sentit nosològic, el terme fenotip es pot utilitzar en medicina clínica per parlar de la presentació d'una malaltia. El concepte complementari en aquest sentit és l'endotip, que fa referència a la patogènesi de la malaltia ignorant la seva presentació. El mot fenotip prové del grec grec phainein 'mostrar', i typos 'tipus'. Normalment es refereix a la presentació d'un tret en un individu, però en aquest cas significa la presentació d'una entitat de malaltia .
En aquest context, un fenotip seria qualsevol característica o tret observable d'una malaltia, com ara la morfologia, el desenvolupament, les propietats bioquímiques o fisiològiques o el comportament, sense cap implicació d'un mecanisme. Un fenotip clínic seria la presentació d'una malaltia en un individu determinat.
Algunes organitzacions tenen el seu propi significat especialitzat. Per exemple, el terme "fenotip" en el camp de la malaltia pulmonar obstructiva crònica (MPOC) significa "un únic o una combinació d'atributs de la malaltia que descriuen les diferències entre individus amb MPOC en relació amb resultats clínicament significatius", però gairebé tots. les especialitats utilitzen aquest significat d'alguna manera, com en la investigació de l'asma.